# مرتضى حنانه
مرتضى حنانه (بالفارسية: مرتضی حنانه) مواليد1 مارس 1923 - 17 أكتوبر 1989) مؤلف وملحن إيراني، يعد رائد الموسيقى البوليفونية الفارسية خلال الستينيات والسبعينيات. قام بتأليف بعض الأفلام، مثل الفرار من الفخ في عام 1971، وتعاون مع فنانين إيرانيين كبار مثل مرضيه

## الحياة المهنية
درس الهورن في معهد طهران للموسيقى والتأليف مع بارفيز محمود ويعد حنانه إلى جانب محمود المؤسسان الحقيقيان لأوركسترا طهران السيمفونية. لفترة قصيرة كان قائد الموصل لهذه الأوركسترا في 1953-1955.  درس حنانه أيضًا التدوين الموسيقي في إيطاليا، وبعد عودته إلى إيران أسس أوركسترا فارابي في راديو طهران في عام 1963. فاز بالجائزة الأولى في المنصة الدولية للملحنين «بيت اليونسكو»، باريس. 
قام حنانه أيضًا بتأليف الموسيقى التصويرية للأفلام الفارسية وكان أول ملحن يقوم بتأليف موسيقى للأفلام في إيران.
وتشمل معظم أعمال حنانه الهامة

### مؤلفات موسيقية
- القدير وهي أوركسترا يتضمنها البيانو الإلكتروني
- سيمفونية هيزاردستان مقدمة " (على سجية لحن مرتضى نيدافود؛ أوركسترا)
- معزوفة في ذكرى الفردوسي

#### كتب
- المقاييس المفقودة
- الوئام الزوجي

بالإضافة إلى كونه ملحنًا بارزًا، كان مرتضى حنانة معلمًا رائعًا ومرشدًا للكثيرين. تتلمذ على يده أحد الملحنين البارزين والموصلين والاستراتيجين الكندي جوزيف ليرنر والموسيقي الإيراني أمير علي حنانه.

## روابط خارجية
- مرتضى حنانه على موقع IMDb (الإنجليزية)
- مرتضى حنانه على موقع ميوزك برينز (الإنجليزية)
- مرتضى حنانه على موقع ديسكوغز (الإنجليزية)